# Dům důstojníků (Skopje)
Dům důstojníků (makedonsky Офицерски дом) stál v letech 1929-1963 v centru Skopje, hlavního města Severní Makedonie. V souvislosti s projektem Skopje 2014 je v současné době obnovován.
Dům patřil ve své době k významným objektům makedonské metropole. Zbudován byl na místě středověké mešity, která byla zbourána ve 20. letech 20. století podle projektu ruského emigranta Williamа Baumgartenа. Výstavba domu trvala čtyři roky (1925 - 1929).
Dvoupatrový dům s věžičkou se stal jedním ze symbolů města; z jedné strany ho obklopovalo dnešní Náměstí Makedonie (dříve náměstí Josipa Broze Tita a z druhé strany řeka Vardar. Na závěr druhé světové války byl na střeše budovy instalován vysílač prvního makedonského rádia, které informovalo o výsledcích zasedání ASNOM (antifašistického zasedání makedonských komunistů).
Dům však byl zničen během katastrofálního zemětřesení. Mohutné otřesy vedly k zřícení jedné strany domu. Nedlouho po zemětřesení probíhaly diskuze, zdali má být budova obnovena, avšak vzhledem k vysokým nákladům bylo nakonec od tohoto záměru odstoupeno. V souvislosti s plánem přestavby města tak byl zbytek objektu v roce 1964 stržen.
Projekt Skopje 2014, který se snaží vrátit do města, přebudovaného v duchu brutalistické architektury, tradiční atmosféru, s obnovou Domu důstojníků počítá. S výstavbou jeho věrné kopie se proto počítá již od roku 2007 a roku 2013 byla zahájena výstavba objektu na lukrativním pozemku v centru makedonské metropole, kde se dnes nachází veřejné parkoviště. Přestože má být zvenku nový Dům důstojníků kopií předchozí stavby, interiér bude vybudován již podle aktuálních potřeb skopské radnice.